# Antônio Carlos Arantes
Antônio Carlos Arantes (Jacuí, 6 de agosto de 1960) é um político brasileiro do estado de Minas Gerais. Foi prefeito de Jacuí por três mandatos e atualmente é deputado estadual em Minas Gerais.
Principais Fatos da Vida Profissional e Política
Foi prefeito de Jacuí por três mandatos (1989-1992, 1997-2000, 2001-2002). Atuou na liderança de entidades rurais, ambientais e de desenvolvimento regional, como presidente do Clube dos Jovens 4S - Emater, da Associação de Produtores Rurais de Jacuí, do Consórcio Intermunicipal de Preservação das Bacias dos Rios São João e Santana e da Agência de Desenvolvimento Sustentável do Sudoeste Mineiro (Adebras). Foi coordenador do Programa de Renovação da Cafeicultura Regional em 17 municípios, conselheiro da Cooparaíso e membro titular de conselhos estaduais de cooperativismo, desenvolvimento e turismo. Também exerceu funções como assessor parlamentar de Carlos Melles e Aécio Neves e diretor-geral da Prefeitura de São Sebastião do Paraíso. Sua principal base política está no Sudoeste, Sul e Centro-Oeste mineiros, com destaque para São Sebastião do Paraíso, Guaxupé, Arcos, Paraguaçu, Jacuí e outros municípios.
Atuação Parlamentar na ALMG
Assumiu, em 2023, seu sexto mandato na Assembleia Legislativa de Minas Gerais. Foi 1º vice-presidente da Casa e presidiu as comissões de Agropecuária e Agroindústria (cinco vezes) e de Desenvolvimento Econômico, além de integrar outras comissões estratégicas. É autor de leis de grande impacto, como a que criou a Delegacia Rural e de Combate ao Crime no Campo, o Marco Legal das Startups, o novo Código Florestal Mineiro, a Lei do Queijo Minas Artesanal, o Programa de Aquisição de Alimentos da Agricultura Familiar, a Lei do Leite Legal, normas de incentivo ao uso de rejeitos na construção civil, ajustes de limites do Parque Estadual da Serra do Papagaio, flexibilização para obras viárias, inclusão da neurofibromatose como deficiência, modernização da defesa civil e a pioneira Lei dos 30 metros para regular atividades próximas a lagos artificiais como o de Furnas.
Condecorações

Detentor do Título de Cidadão Honorário de 40 municípios e agraciado com as principais medalhas e comendas do Estado, entre elas a Medalha do Mérito Cooperativista Paulo de Souza Lima (Ocemg), do Mérito Rural (Faemg), Alferes Tiradentes (PMMG e Ocim), Mérito Legislativo (ALMG), Santos Dumont (Governo de Minas), Mérito da Defesa Civil, Mérito Cafeeiro (Procafé), além da Comenda da Liberdade e da Cidadania, da Solidariedade e do Dia dos Pais, entre outras homenagens de destaque.